# Mira Lesmana
Mira Lesmana, właśc. Mira Lesmanawati (ur. 8 sierpnia 1964 w Dżakarcie) – indonezyjska reżyserka i producentka filmowa.

## Życiorys
Urodziła się w rodzinie artystów. Jej ojciec – Jack Lesmana – był muzykiem jazzowym, a jej matka – Nien Lesmana – piosenkarką, która zdobyła popularność w latach 60. Brat Miry – Indra Lesmana – również jest muzykiem jazowym.
Kształciła się na uczelni Institut Kesenian Jakarta (IKJ). Następnie przez pięć lat pracowała w Lintas Advertising. Przez cztery lata była zatrudniona w Katena Films. W 1995 roku założyła MILES Production.
W 1996 r. została producentem serialu dokumentalnego Anak Seribu Pulau. Rozgłos przyniosła jej współpraca przy realizacji filmu Kuldesak w 1998 roku. Współpracowała z Riri Rizą przy produkcji szeregu filmów: Eliana, Eliana (2002), Ada Apa Dengan Cinta (2002), Gie (2005), Untuk Rena (2005), 3 Hari Untuk Selamanya (2007), Laskar Pelangi (2008). Film Ada Apa Dengan Cinta obejrzało prawie dwa miliony ludzi. Dużą popularność zyskały również produkcje Gie i Laskar Pelangi.